# QUEENDOM (ALI PROJECTのアルバム)
『QUEENDOM』（クイーンダム）は、ALI PROJECTの7枚目のベストアルバム。2011年5月25日にMellow Headから発売された。

## 概要
今作はMellow Head よりリリースする3枚目のアルバムで、前作「La Vita Romantica」より約1年ぶりのリリースである。
初回限定盤には「Troubadour」PVと撮影メイキング映像を収録したDVD、宝野アリカ書き下ろし詩集フォトブックが付属する。
ジャケット写真・PVの撮影はオーストリアのラポッテンシュタイン城にて行われた。

## 収録曲
1. Troubadour  [5:10]
  - このアルバムの為に作られた新曲。『絶國TEMPEST』と同系統の曲になるように作曲された。
2. 騎士乙女 [4:20]
  - テレビアニメ『宇宙をかける少女』第9話エンディングテーマ
  - AメロにBIG FISH AUDIO社のサンプル音源『NU METAL CITY 2』より「18」が利用されている。その他、間奏に「12」が利用されている。
3. 亂世エロイカ [4:46]
  - PSPゲーム『Fate/EXTRA』テーマソング
  - ラストにBIG FISH AUDIOの『SYMPHONIC MANOEUVRES 2』より「04 165 Gm-Am」が利用されている。
4. 寶島 [4:21]
  - シングル『堕天國宣戦』C/W
  - アウトロにBUNKER 8 DIGITAL LABS社のソフト音源『HYBRIDIZER 3』より「Those Who Have Fallen」が利用されている。
  - AメロにBIG FISH AUDIO社のソフト音源『HIP HOP EXOTICA 2』より「28」が利用されている。その他、同音源よりサビ前には「09」のシンセ音源が、サビに「19」のリュート音源が利用されている。
5. 亡き王女のための…  [4:05]
  - 新曲
6. 堕天國宣戦 [4:24]
  - テレビアニメ『戦う司書 The Book of Bantorra』OPテーマ
  - サビにヴォルフガング・アマデウス・モーツァルトの『交響曲第38番 ニ長調 K. 504 《プラハ》』から第1楽章が引用されている。
7. 雪ノ女 [4:45]
  - テレビアニメ『刀語』第6話エンディングテーマ
  - AメロにBIG FISH AUDIO社のソフト音源『HIP HOP EXOTICA 2』より「24」のストリングス音源が利用されている。
8. 刀と鞘 [4:37]
  - テレビアニメ『刀語』後期オープニングテーマ
  - AメロにBIG FISH AUDIOのソフト音源『HIP HOP EXOTICA 2』より「16」のシンセ音源が利用されている。
  - ラストにBIG FISH AUDIOのサンプル音源『SYMPHONIC MANOEUVRES 2』より「27 orch swell E[2]」が利用されている。
9. 腕 kaina [4:37]
  - シングル『亂世エロイカ』C/W
10. Hell’s Maria [4:49]
  - シングル『戦慄の子供たち』C/W
11. 灰桜 [4:23]
  - シングル『刀と鞘』C/W
12. 亂世エロイカ（Strings Ver.） [4:57]
  - 新ヴァージョン
  - 冒頭でクロード・ドビュッシーの『弦楽四重奏曲 ト短調 作品10』から第1楽章が引用されている。

特典DVD
初回限定盤のみ付属。
1. Troubadour
2. QUEENDOM 〜Shooting in Austria〜 （Bonus track）

## 参加ミュージシャン
- 作詞：宝野アリカ
- 作曲：片倉三起也
- 編曲：片倉三起也(M1-M10)、平野義久(M11-M12)
- ストリングスアレンジ：平野義久(M1, M9)

## クレジット
| Performed by ALI PROJECT    | Performed by ALI PROJECT                           |
| --------------------------- | -------------------------------------------------- |
| Recording & Mixing Engineer | Jiro Takita                                        |
| Mastering Engineer          | Yoichi Aikawa(相川洋一)（Rolling Sound Mastering） |
| Producer                    | Katsumi Koike(小池克実)                            |
| Co-Producer                 | Fuyuki Kojima(小島冬樹)                            |
| Art Direction & Design      | Maiko Yoshino(吉野磨衣子)                          |
| Photographer                | Hironobu Onodera(小野寺廣信)                       |
| Director                    | Katsuji Kondo(近藤勝路)（don't rule studio）       |
| Cinematographer             | Satoshi Kaneko(金子聡司)                           |
| Lighting Director           | Masaki Fujita                                      |
| Edit-MA Studio              | HAC STUDIO                                         |
| Production                  | don't rule studio                                  |
| Hair & Make-up              | Fusae Tachibana(橘房図)                            |
| Costume                     | Kaie Tada(多田カイエ)（Triple fortune）            |
| Stylist                     | Matsuo                                             |
| Location Coordinator        | Kazue Okura（First Blessing）                      |
| Location Coordinator        | Chihiro Iizuka（First Blessing）                   |
| Location                    | Burg Rappottenstein(ラポッテンシュタイン城)        |
| Executive Producer          | Shunji Inoue                                       |
| Executive Producer          | Yoshiyuki Ito(伊藤善之)                            |
| Special Thanks              | サンライズ音楽出版、フジパシフィック音楽出版       |